# Yurgen Ramírez
Pour les articles homonymes, voir Ramírez.
Ramírez  Uzcategui est un nom espagnol. Le premier nom de famille, en général paternel, est Ramírez ; le second, en général maternel, souvent omis, est Uzcategui.
Yurgen Klesman Ramírez Uzcategui, né le 23 janvier 1998, est un coureur cycliste vénézuélien.

## Biographie
En juillet 2018, Yurgen Ramírez participe au Tour du Venezuela avec la formation Venezuela País de Futuro. Lors de la sixième étape, il s'impose en solitaire avec plus de trois minutes d'avance sur son second, en étant le seul rescapé d'une échappée de 14 coureurs. Au classement général, il se classe dixième et meilleur jeune.

## Palmarès et résultats

### Palmarès par année
- 2018
  - 6e étape du Tour du Venezuela
  - 3e du championnat du Venezuela sur route espoirs
- 2019
  - 2e du championnat du Venezuela sur route espoirs
- 2020
  - 3e du Tour du Venezuela
- 2021
  - Vuelta a la Independencia Nacional :
    - Classement général
    - 4e étape

  - 2e étape du Tour d'Alicante
- 2022
  - Clásico Virgen de la Consolación :
    - Classement général
    - 1re (contre-la-montre) et 2e étapes

  - 2e de la Vuelta a Tovar
  - 3e du championnat du Venezuela sur route
- 2024
  - 6e étape du Tour du Táchira

### Classements mondiaux
| Année                                 | 2018  | 2019  | 2020  | 2021 | 2022 | 2023  | 2024  |
| ------------------------------------- | ----- | ----- | ----- | ---- | ---- | ----- | ----- |
| Classement mondial                    | 2215e | 1253e | 1847e | nc   | 866e | 3001e | 2161e |
| UCI America Tour                      | 286e  | 174e  | 176e  | nc   | 86e  | nc    | nc    |
|                                       |       |       |       |      |      |       |       |
| Légende : nc = non classéSource : UCI |       |       |       |      |      |       |       |